# بات إونستاد
بات إونستاد هو لاعب كرة قدم كندي في مركز حراسة المرمى، ولد في 13 يناير 1968 في فانكوفر في كندا. شارك مع منتخب كندا تحت 20 سنة لكرة القدم ومنتخب كندا لكرة القدم. أما مع النوادي، فقد لعب مع إمباكت مونتريال ودندي يونايتد ودي.سي. يونايتد وسان خوسيه إيرثكويكس وفانكوفر وايتكابس وفانكوفر وايتكابس ومونتريال إمباكت وهيوستن دينامو.

## وصلات خارجية
- بات إونستاد على موقع الاتحاد الدولي (مؤرشف)  (الإنجليزية)
- بات إونستاد على موقع الدوري الأمريكي (الإنجليزية)
- بات إونستاد على موقع قاعدة بيانات كرة القدم.إي يو (الإنجليزية)
- بات إونستاد على موقع ناشيونال فوتبول تيمز (الإنجليزية)
- بات إونستاد على موقع عالم كرة القدم.نت (الإنجليزية)